# Cattedrale della Presentazione al Tempio della Vergine Maria (Rethymno)
La cattedrale della Presentazione al Tempio della Vergine Maria (in greco: Μητροπολιτικός Ναός Εισοδίων Θεοτόκου) è la cattedrale metropolitana ortodossa di Rethymno, nell'isola di Creta, e sede della metropolia di Retimo e Aulopotamo.
La cattedrale è una basilica relativamente moderna, a tre navate e senza cupola. La chiesa è stata eretta nel 1956 al posto del precedente edificio, costruito nel 1844. Particolarmente caratteristica è la guglia dalle forme imponenti, con struttura a quadrilatero neoclassico e risalente al 1844..